# Jedwabne (gmina)
Jedwabne est une gmina mixte du powiat de Łomża, Podlachie, dans le nord-est de la Pologne. Son siège est la ville de Jedwabne, qui se situe environ 20 km au nord-est de Łomża et 61 km à l'ouest de la capitale régionale Białystok.
La gmina couvre une superficie de 159,42 km2 pour une population de 5 552 habitants.

## Géographie
Outre la ville de Jedwabne, la gmina inclut les villages de Bartki, Biczki, Biodry, Biodry-Kolonia, Borawskie, Bronaki-Olki, Bronaki-Pietrasze, Brzostowo, Burzyn, Chrostowo, Chyliny, Grabnik, Grądy Małe, Grądy Wielkie, Janczewko, Janczewo, Kąciki, Kaimy, Kajetanowo, Kamianki, Karwowo-Wszebory, Kąty, Koniecki, Konopki Chude, Konopki Tłuste, Korytki, Kossaki, Kotówek, Kotowo Stare, Kotowo-Plac, Kubrzany, Kucze Małe, Kucze Wielkie, Kuczewskie, Lipnik, Makowskie, Mocarze, Nadbory, Nowa Wieś, Nowiny, Olszewo-Góra, Orlikowo, Pawełki, Pieńki Borowe, Pluty, Przestrzele, Rostki, Siestrzanki, Stryjaki, Szostaki et Witynie.
La gmina borde les gminy de Piątnica, Przytuły, Radziłów, Stawiski, Trzcianne et Wizna.